# Tennessee Titans 2005
La stagione 2004 dei Tennessee Titans è stata la 36ª della franchigia nella National Football League, la 46ª complessiva Questa fu l'ultima stagione di Steve McNair con la squadra, prima del suo scambio con i Baltimore Ravens a fine anno.

## Roster
| Roster dei Tennessee Titans nel 2005 |
| --- |
| Quarterback - 9 Steve McNair - 8 Matt Mauck - 7 Billy Volek Running Back - 29 Chris Brown - 20 Travis Henry Wide Receiver - 83 Drew Bennett - 81 Brandon Jones - 82 Courtney Roby - 19 Bobby Wade - 86 Roydell Williams Tight End - 84 Ben Troupe - 88 Erron Kinney Offensive Linemen - 54 Eugene Amano G - 60 Jacob Bell T - 77 Justin Hartwig C - 75 Benji Olson G - 71 Michael Roos T - 69 Zach Piller G Defensive Linemen - 96 Jared Clauss DT - 92 Albert Haynesworth DT - 90 Randy Starks DT - 93 Kyle Vanden Bosch DE Linebacker - 53 Keith Bullock OLB - 59 Peter Sirmon OLB Defensive Back - 32 Adam Jones CB - 23 Donnie Nickey SS - 26 Andre Woolfolk CB - 21 Reynaldo Hill CB - 28 Lamont Thompson FS Special Team - 2 Rob Bironas K - 15 Craig Hentrich P |
| Legenda - I rookie sono in corsivo. - Il primo ruolo è il principale mentre gli eventuali successivi indicano i ruoli secondari. - (IR) sta per Injured Reserve ed indica la lista ristretta per un solo giocatore infortunato che può tornare ad allenarsi dopo la settimana 6 e a rientrare in prima squadra dopo che questa ha giocato 8 partite. - (NF-Inj.) / (NF-Ill.) stanno rispettivamente per Non-Football Injured e Non-Football Illness ed indicano le liste dove viene inserito un giocatore che ha un infortunio o una malattia non dipendente dal football americano. - (PUP) sta per Physically Unable to Perform ed indica la lista dove viene inserito un giocatore mentre è in attesa di recuperare la condizione fisica. Nella stagione regolare dopo la sesta partita giocata dalla propria squadra, il giocatore ha tempo tre settimane per riprendere ad allenarsi, più tre settimane aggiuntive dal suo rientro agli allenamenti per rientrare in prima squadra. |

## Calendario

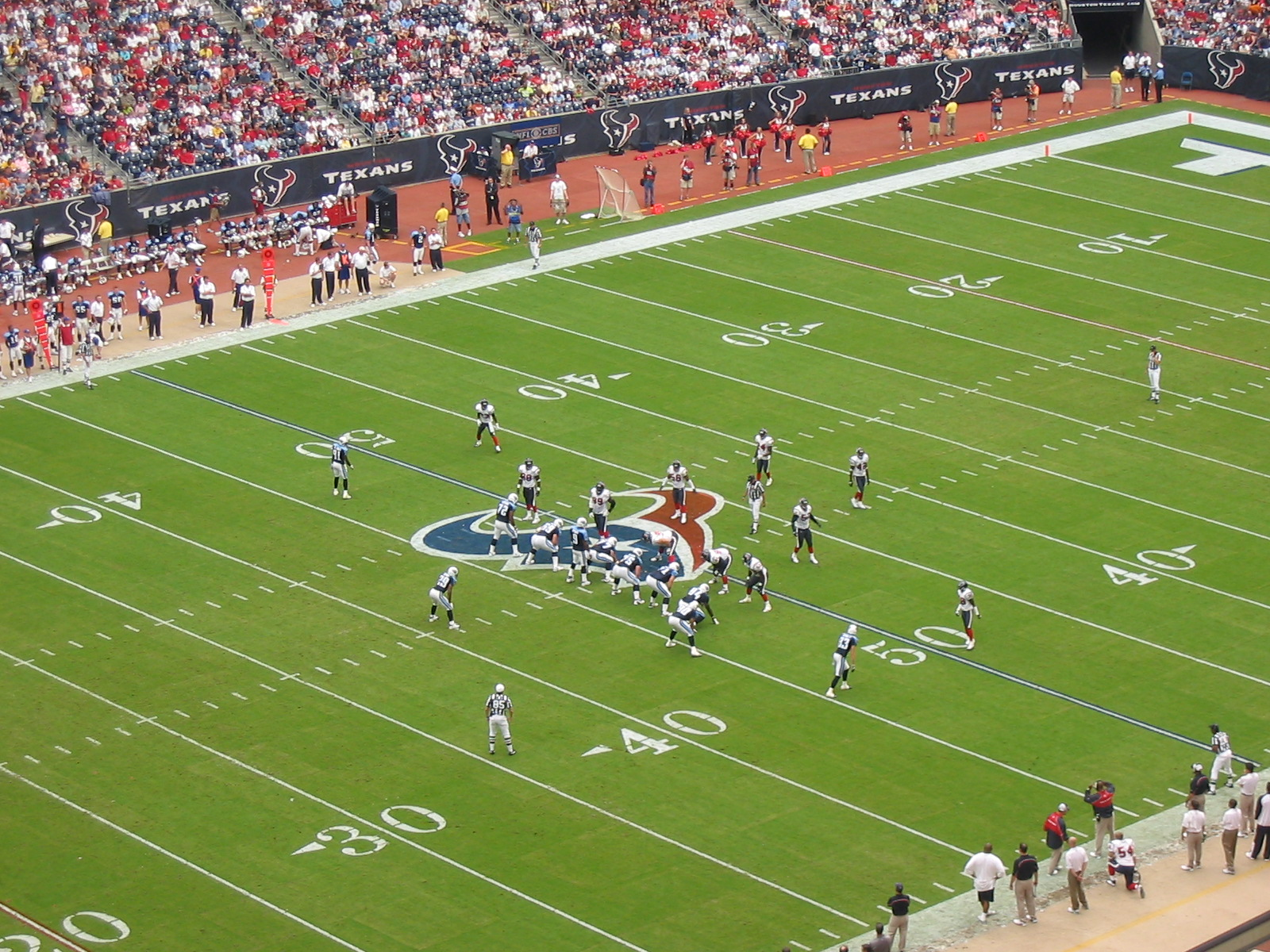
La gara tra Titans e Texans della settimana 5

| Stagione regolare |                         |                    |
| Turno             | Avversario              | Risultato          |
| 1                 | at Pittsburgh Steelers  | S 7–34             |
| 2                 | Baltimore Ravens        | V 25–10            |
| 3                 | at St. Louis Rams       | S 27–31            |
| 4                 | Indianapolis Colts      | S 10–31            |
| 5                 | at Houston Texans       | V 34–20            |
| 6                 | Cincinnati Bengals      | S 23–31            |
| 7                 | at Arizona Cardinals    | S 10–20            |
| 8                 | Oakland Raiders         | S 25–34            |
| 9                 | at Cleveland Browns     | S 14–20            |
| 10                | Settimana di pausa      | Settimana di pausa |
| 11                | Jacksonville Jaguars    | S 28–31            |
| 12                | San Francisco 49ers     | V 33–22            |
| 13                | at Indianapolis Colts   | S 3–35             |
| 14                | Houston Texans          | V 13–10            |
| 15                | Seattle Seahawks        | S 24–28            |
| 16                | at Miami Dolphins       | S 10–24            |
| 17                | at Jacksonville Jaguars | S 13–40            |

## Classifiche
| AFC South                | AFC South | AFC South | AFC South | AFC South | AFC South | AFC South | AFC South | AFC South | AFC South |
|                          | V         | S         | P         | %         | DIV       | CONF      | PF        | PS        | STR       |
| ------------------------ | --------- | --------- | --------- | --------- | --------- | --------- | --------- | --------- | --------- |
| (1) Indianapolis Colts   | 14        | 2         | 0         | .875      | 6–0       | 11–1      | 439       | 247       | V1        |
| (5) Jacksonville Jaguars | 12        | 4         | 0         | .750      | 4–2       | 9–3       | 361       | 269       | V3        |
| Tennessee Titans         | 4         | 12        | 0         | .250      | 2–4       | 3–9       | 299       | 421       | S3        |
| Houston Texans           | 2         | 14        | 0         | .125      | 0–6       | 1–11      | 260       | 431       | S2        |